# Paupertatis onus patienter ferre memento
La frase latina paupertatis onus patienter ferre memento (lett. "ricorda di sopportare con pazienza il peso della povertà") è tratta dai Disticha Catonis (I, 21).
Il distico 21 completo recita: "Infantem nudum cum te natura crearit / paupertatis onus patienter ferre memento" (lett. "Poiché la natura ti ha creato nudo e incapace di parlare, ricorda...").